# Convento de São Francisco (Coimbra)
O Convento de São Francisco é um antigo edifício conventual localizado na atual freguesia de Santa Clara e Castelo Viegas, na cidade e no Município de Coimbra, no Distrito de Coimbra, em Portugal.
Foi concebido originalmente para acolher os monges franciscanos que ocuparam o edifício até à Revolução de 1820. Atualmente, recebeu obras de restauro e reabilitação para desenvolver actividade cultural.
O Convento de São Francisco, incluindo a Igreja do Convento de São Francisco anexa, está classificado como Monumento de Interesse Público desde 2020.

## História

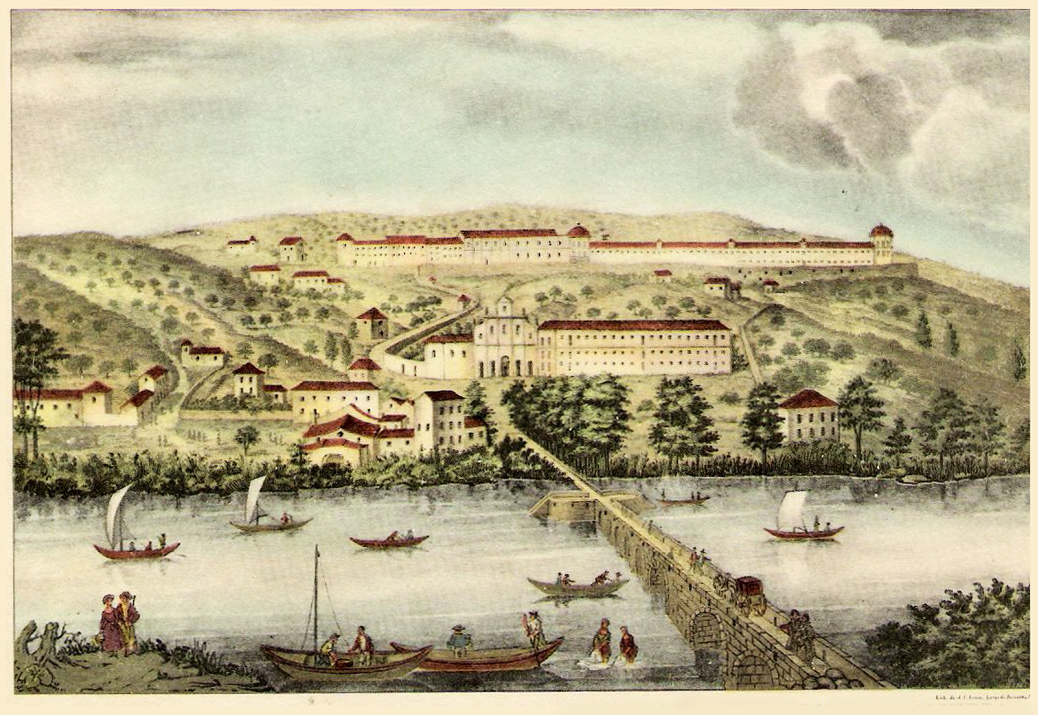
Vista do Convento de São Francisco e Mosteiro de Santa Clara, c. 1830

Situa-se no sopé da Colina de Santa Clara, abaixo do Mosteiro de Santa Clara-a-Nova, próximo da Ponte de Santa Clara. A origem do Convento de São Francisco remonta ao ano de 1602, durante a União Ibérica, sendo construído de acordo com o estilo maneirista que caracterizava na altura a cidade. A Ordem de São Francisco ocupou o edifício de 1609 até à extinção das ordens religiosas, no contexto da consolidação do Liberalismo.
O edifício ficou ao abandono, tendo mais tarde servido de instalações para uma fábrica de lanifícios até 1976. 
Foi adquirida pelo município de Coimbra em 1995, que, na segunda década do século XXI, promoveu a sua requalificação, no âmbito da construção do Centro de Convenções e Espaço Cultural do Convento de São Francisco.
Foi reaberto em 8 de abril de 2016, tendo capacidade para, em simultâneo, receber 5.000 pessoas nas suas diferentes salas e auditórios. O auditório principal, a coqueluche do São Francisco, tem 1.125 lugares (lotação próxima da Casa da Música).
O seu interesse em termos turísticos, prende-se essencialmente na fachada modesta da Igreja e do restante espaço com alguns detalhes trabalhados.